# Pawieł Bogatow
Pawieł Michajłowicz Bogatow (ros. Павел Михайлович Богатов, ur. 22 stycznia?/4 lutego 1914 we wsi Tersa obecnie w rejonie wolskim w obwodzie saratowskim, zm. 5 maja 1970 w Wolsku) – radziecki wojskowy, porucznik, Bohater Związku Radzieckiego (1944).

## Życiorys
Skończył technikum w Wolsku, w latach 1936-1938 i ponownie od 1940 służył w Armii Czerwonej. Brał udział w wojnie z Finlandią, później uczył się na kursach nauczycielskich i pracował jako nauczyciel fizyki i matematyki w niepełnej szkole średniej. Od lipca 1941 uczestniczył w wojnie z Niemcami kolejno na Froncie Północno-Zachodnim, Wołchowskim, Woroneskim i 1 Ukraińskim. Brał udział w walkach obronnych w rejonie Nowogrodu, Tichwina i Siniawino, w operacji woronesko-kastorneńskiej, bitwie pod Kurskiem, wyzwalaniu Ukrainy, zajmowaniu Polski i rozgromieniu wroga na terytorium Niemiec. Był ranny i kontuzjowany. Jako dowódca plutonu 210 samodzielnej kompanii łączności 136 Dywizji Piechoty 39 Armii w stopniu porucznika wyróżnił się podczas bitwy o Dniepr w rejonie Kijowa na początku października 1943, gdzie został ranny, gdy wykonywał zadanie ustanowienia łączności między poszczególnymi punktami dowódczymi dywizji i 358 pułku piechoty. Po wojnie został zdemobilizowany, w 1954 ukończył Saratowski Instytut Prawny. Pracował w prokuraturze w Wolsku jako młodszy radca prawny.

## Odznaczenia
- Złota Gwiazda Bohatera Związku Radzieckiego (10 stycznia 1944[1])
- Order Lenina
- Order Czerwonej Gwiazdy (1943)
- Medal „Za zdobycie Berlina”

I inne.